# Michał Oziębłowski
Michał Oziębłowski (ur. 28 września 1900 w Izdebnie Kościelnym, zm. 31 lipca 1942 w Dachau) – polski duchowny katolicki, błogosławiony Kościoła katolickiego, męczennik.

## Życiorys
Pochodził z wielodzietnej rodziny. Dzieciństwo spędził w Oryszewie Osadzie, gdzie przeprowadziła się jego rodzina. Tam także uczęszczał do szkoły powszechnej. W 1922 roku, po ukończeniu nauki w gimnazjum w Skierniewicach wstąpił do Wyższego Metropolitalnego Seminarium Duchownego św. Jana Chrzciciela w Warszawie. W 1927 roku z powodu postępującej gruźlicy musiał przerwać studia. Przez pewien czas przebywał u rodziny w Oryszewie Osadzie. W latach 1930–1934 leczył się w Otwocku, pełniąc jednocześnie funkcję skarbnika Spółdzielczej Kasy Oszczędnościowo-Pożyczkowej. W tym samym czasie pełnił funkcję katechety w tamtejszych szkołach, a mieszkał na plebanii w parafii św. Wincentego á Paulo w Otwocku.
W 1934 roku podjął ponownie studia w seminarium w Warszawie i tam przyjął święcenia kapłańskie dnia 11 czerwca 1938 roku.

## Kapłaństwo
Prymicyjną mszę św. odprawił w kościele parafialnym w Szymanowie 19 czerwca 1938 roku. Początkowo pracował jako kapelan w miejscowości Nowy Przybyszew w parafii Przybyszew. 19 sierpnia 1938 roku skierowano go jako wikariusza do parafii św. Wawrzyńca w Kutnie, gdzie był zaangażował się w działalność na rzecz najbiedniejszych.

## II wojna światowa
Po wybuchu II wojny światowej pozostał wraz ze swoim proboszczem – błogosławionym Michałem Woźniakiem w Kutnie. Po zajęciu miasta przez Niemców, ksiądz Michał Oziębłowski nie ustawał w pracy duszpasterskiej. Od 16 września do 11 listopada 1939 roku był przetrzymywany jako zakładnik. Gdy nasilały się represje wobec duchownych katolickich nie skorzystał z możliwości ucieczki i pozostał w Kutnie. Za swoją działalność został przez okupantów aresztowany 6 października 1941 roku i wywieziony do obozu przejściowego dla księży w Lądzie, a następnie trafił do niemieckiego obozu koncentracyjnego w Dachau. Otrzymał tam numer 28201.

## Śmierć
Według relacji świadków, do śmierci służył współwięźniom jako kapłan, wykazywał przy tym heroiczną miłość Boga i bliźniego. Po dziewięciu miesiącach ciężkiej pracy, chorób, głodu i maltretowania, zmarł w wieku 42 lat, 31 lipca 1942 roku.

## Proces beatyfikacyjny
Proces beatyfikacyjny – jako zbiorowy otwarto 26 stycznia 1992 roku. 26 marca 1999 roku w obecności papieża promulgowano dekret o jego męczeństwie. Beatyfikowany przez papieża Jana Pawła II w Warszawie 13 czerwca 1999 w grupie 108 polskich męczenników.